# Крис, Эрнст
Эрнст Вальтер Крис (нем. Ernst Walter Kris; 26 апреля 1900, Вена — 27 февраля 1957, Нью-Йорк) — австрийско-американский историк искусства и психоаналитик.

## Биография
Эрнст Крис родился в Австрии, в еврейской семье юриста Леопольда Криса и его жены Розы Крис, урождённой Шик. Посещал Государственную гимназию (Staatsgymnasium) в 13-м районе Вены. В годы Первой мировой войны слушал лекции по истории искусства Макса Дворжака в Венском университете.
С осени 1918 года вместе со своими друзьями Отто Курцем и Эрнстом Гомбрихом изучал историю искусства у Юлиуса фон Шлоссера. В 1922 году Эрнст Крис защитил диссертацию «Использование натурных слепков Венцелем Ямнитцером и Бернаром Палисси» (Die Verwendung des Naturabgusses bei Wenzel Jamnitzer und Bernard Palissy) (о творчестве немецкого ювелира и французского художника-керамиста XVI века).
Крис также был учеником археолога Эмануэля Лоуи, друга Зигмунда Фрейда. После завершения учёбы Крис работал куратором в отделе скульптуры и художественных ремёсел (Plastik und Kunstgewerbe) венского Музея истории искусств.
Невеста Криса Марианна Ри (1900—1980) дружила с Анной Фрейд, младшей дочерью основателя психоанализа, а её отец Оскар Ри был педиатром в семье Фрейдов. В 1924 году Крис сам побывал на сеансе психоанализа у З. Фрейда и с тех пор увлёкся новой научной дисциплиной. Когда Марианна Ри завершила медицинскую стажировку в Берлине, она и Эрнст Крис в 1927 году поженились. В 1928 году они стали экстраординарными членами Венского психоаналитического общества (Wiener Psychoanalytische Vereinigung, WPV)). У них было двое детей.
Помимо работы в музее, Крис открыл психоаналитическую практику, он также преподавал в качестве исследователя-аналитика (Lehranalytiker) с 1930 по 1938 год в Психоаналитическом институте в Вене. В 1929 году Метрополитен-музей в Нью-Йорке поручил Крису составить каталог резных камней (гемм). С 1932 года Крис вместе с психоаналитиком Робертом Вельдером по рекомендации Фрейда работал редактором международного журнала «Imago», в котором в 1933 году опубликовал своё первое психоаналитическое исследование «Психически больной скульптор» (Ein geisteskranker Bildhauer) о Франце Ксавере Мессершмидте.
После аннексии Австрии фашистской Германией 12 марта 1938 года Эрнст Крис вместе с семьей был вынужден эмигрировать в Лондон. Там он работал на радиостанции BBC над научным анализом нацистской пропаганды. В 1940 году Крис переехал в Канаду, а затем в США. В сентябре 1940 года Новая школа социальных исследований (New School for Social Research) в Нью-Йорке приняла его в качестве профессора, именно там Крис вместе с Хансом Шпейером создал «Исследовательский проект тоталитарной коммуникации» (Research Project on Totalitarian Communication; 1941—1944).
В 1943 году Эрнст Крис стал сотрудником Нью-Йоркского психоаналитического института (New York Psychoanalytic Institute) и преподавал в Городском колледже Нью-Йорка. В 1945 году вместе с Анной Фрейд и Мари Бонапарт он основал журнал «Психоаналитическое исследование ребёнка» (The Psychoanalytic Study of the Child).
В 1946 году Крис стал членом американской Ортопсихиатрической ассоциации (Orthopsychiatric Association), сотрудником Американской психологической ассоциации и членом редакционной коллегии «Журнала американской психоаналитической ассоциации» (Journal of the American Psychoanalytic Association).
Эрнст Крис интересовался развитием детской психологии и руководил исследованиями раннего детства в Детском учебном центре Йельского университета. Он был членом редакционной коллегии альманаха «Психоаналитическое исследование ребёнка» (The Psychoanalytic Study of the Child). В Нью-Йоркском психоаналитическом институте совместно с Йельским университетом он инициировал проект «Одарённое отрочество» (Gifted Adolescence), который позволил талантливым молодым людям с проблемами психического здоровья пройти психоанализ.
27 февраля 1957 года Эрнст Крис скончался в Нью-Йорке от сердечного приступа.

## Научная деятельность
Эрнст Крис стремился соединить достижения гештальтпсихологии и психоанализа с искусствоведением. Как психоаналитик, он внёс важный вклад в изучение психологии художника и психоаналитическую интерпретацию произведений искусства. В своих психологических исследованиях Крис пользовался методикой профессора психологии Ханса Бюлера, а в качестве помощницы привлёк его ассистентку Рут Вайс.
Первым исследованием художественного творчества с точки зрения выявления в нём бессознательного стало изучение серии «хара́ктерных голов», или «мимических портретов», немецкого скульптора Ф. К. Мессершмидта, которого преследовала психическая болезнь (Ein geisteskranker Bildhauer, 1933). Приёмы психоанализа Крис распространил на изучение статуй донаторов средневекового собора в Наумбурге. Когда, увлечённый своими изысканиями, Крис намеревался уйти из Музея истории искусств и полностью посвятить себя психоанализу, Фрейд отговорил его, поскольку был заинтересован в человеке, который совмещал бы изучение нескольких научных дисциплин, и именно поэтому доверил ему руководство журналом «Imago».
Эрнст Крис считал, что разница между художником и «психотиком» заключается в том, что «художник может вернуться из мира своего воображения в реальный мир, в то время как психотик не может». В Вене Эрнст Крис совместно с Эрнстом Гомбрихом задумал исследование об искусстве карикатуры: «Принципы карикатуры» (The Principles of Caricature, 1938; завершено Крисом после отъезда Гомбриха в 1936 году в Великобританию).
Последние годы своей жизни Эрнст Крис посвятил изучению психологии детства, развития у детей художественных способностей. Крис был одним из первых разработчиков «новой психологии эго», которая возникла на основе модели Фрейда: (Эго (я), Ид (Оно), Супер-Эго (Сверх-Я). Он предложил новый способ войти в бессознательное: не через быстрый вход, а посредством раскрытия защитных психических механизмов.
Самая известная книга Криса среди искусствоведов — это работа «Легенда о художнике. Исторический опыт» (Die Legende vom Künstler. Ein geschichtlicher Versuch, 1934), написанная вместе с Отто Курцем, в которой обычные анекдоты и мифы о творческих личностях исследуются научными методами.

## Основные публикации
- Стиль «рустик». Использование натурных слепков Венцелем Ямнитцером и Бернаром Палисси (Der Stil «rustique». Die Verwendung des Naturabgusses bei Wenzel Jamnitzer und Bernard Palissy. In: Jahrbuch der Kunsthistorischen Sammlungen in Wien 1, 1926. — S. 137—208).
- Камеи в Музее истории искусств. Описательный каталог. Совместно с Фрицем Эйхлером (Die Kameen im kunsthistorischen Museum. Beschreibender Katalog. — Schroll, Wien. 1927)
- Мастера и шедевры камнерезного искусства в эпоху итальянского Возрождения (Meister und Meisterwerke der Steinschneidekunst in der italienischen Renaissance. Schroll, Wien 1929)
- Психически больной скульптор" (Ein geisteskranker Bildhauer. 1933)
- Легенда о художнике. Исторический опыт. Совместно с Отто Курцем (Die Legende vom Künstler. Ein geschichtlicher Versuch. 1934); «Легенда, миф и магия в образе художника» (Legend, Myth, and Magic in the Image of the Artist: A Historical Experiment, 1979)
- Принципы карикатуры. Совместно с Эрнстом Гомбрихом (The Principles of Caricature. 1938)
- Эстетическая иллюзия. Феномены искусства с точки зрения психоанализа (Die ästhetische Illusion. Phänomene der Kunst in der Sicht der Psychoanalyse. 1977)
- Психоаналитическая детская психология (Psychoanalytische Kinderpsychologie. 1979)
- Замороженная живость (Часть диссертации 1922 года; Erstarrte Lebendigkeit. Enthält die Dissertation von 1922. 2010).